# Station La Chaux-de-Fonds
Het station van La Chaux-de-Fonds (Frans: Gare de La Chaux-de-Fonds) is een spoorwegstation in het centrum van La Chaux-de-Fonds in het kanton Neuchâtel in Zwitserland. Het is het belangrijkste station van de stad en bevindt zich naast een busstation. Het station werd geopend in 1857.

## Geschiedenis
De Compagnie du Chemin de fer du Jura Industriel nam op 2 juli 1857 een spoorlijn tussen La Chaux-de-Fonds en Le Locle in gebruik, een onderdeel van de latere spoorlijn Neuchâtel - Morteau. Op die datum werd eveneens het station van La Chaux-de-Fonds in gebruik genomen. Het huidige stationsgebouw. In de periode 2015-2016 werd de stationsomgeving heraangelegd. De vernieuwde site werd op 22 oktober 2016 ingehuldigd.

## Treindienst
Het station van La Chaux-de-Fonds telt zes sporen en maakt deel uit van volgende spoorlijnen:
Uitgebaat door de SBB-CFF-FFS
- Spoorlijn Neuchâtel - Morteau
- Spoorlijn La Chaux-de-Fonds - Sonceboz

Uitgebaat door BLS
| Serie | Treinsoort       | Route                                | Bijzonderheden |
| ----- | ---------------- | ------------------------------------ | -------------- |
| IR 66 | InterRegio (BLS) | La Chaux-de-Fonds – Neuchâtel – Bern |                |

Uitgebaat door de Chemins de fer du Jura
- Spoorlijn La Chaux-de-Fonds - Glovelier

Uitgebaat door TransN
- Spoorlijn La Chaux-de-Fonds - Les Ponts-de-Martel

Uitgebaat door de SNCF
- Spoorlijn Besançon-Viotte - Locle-Col-des-Roches

## Galerij

Station van La Chaux-de-Fonds
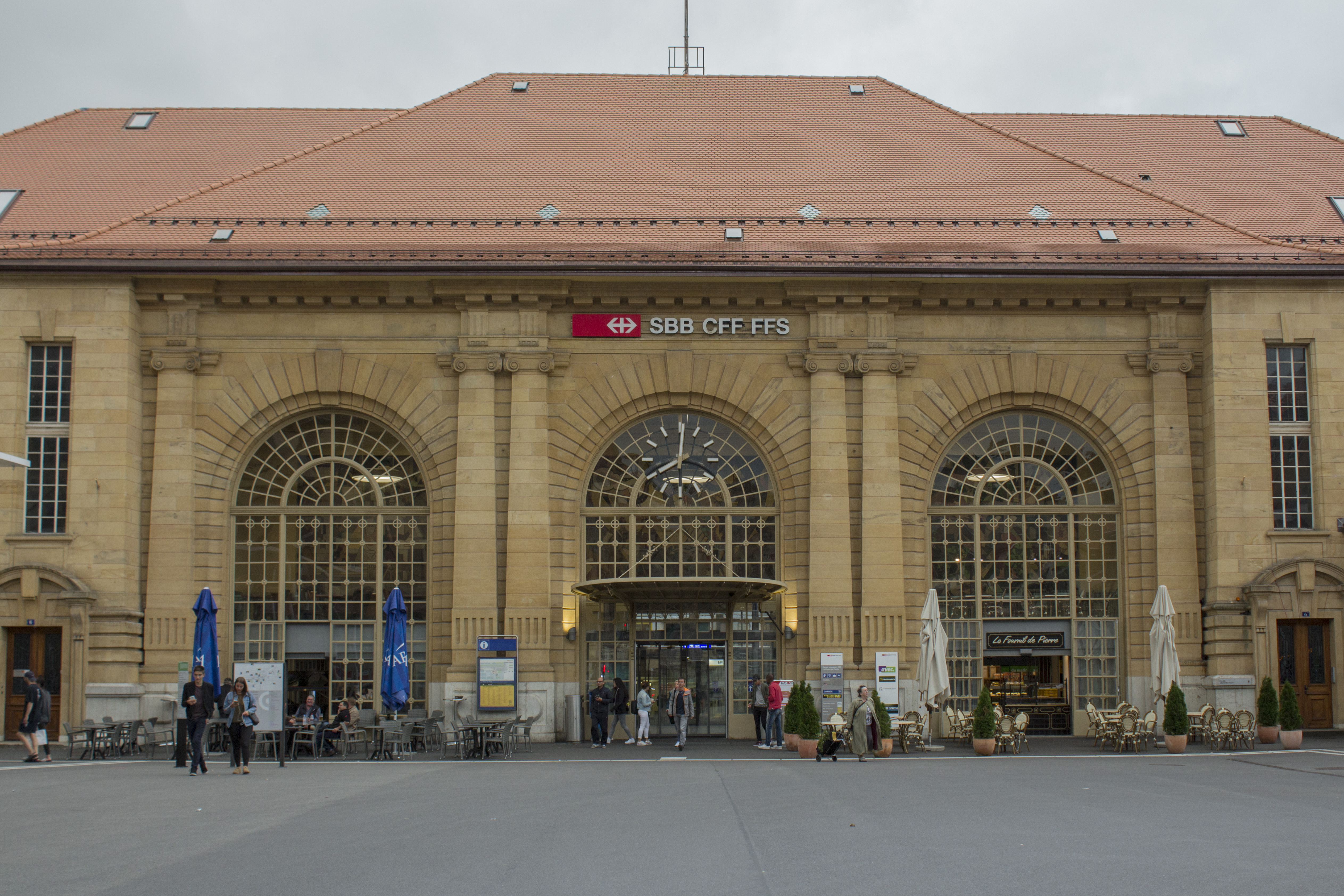
De stationsingang in 2017.
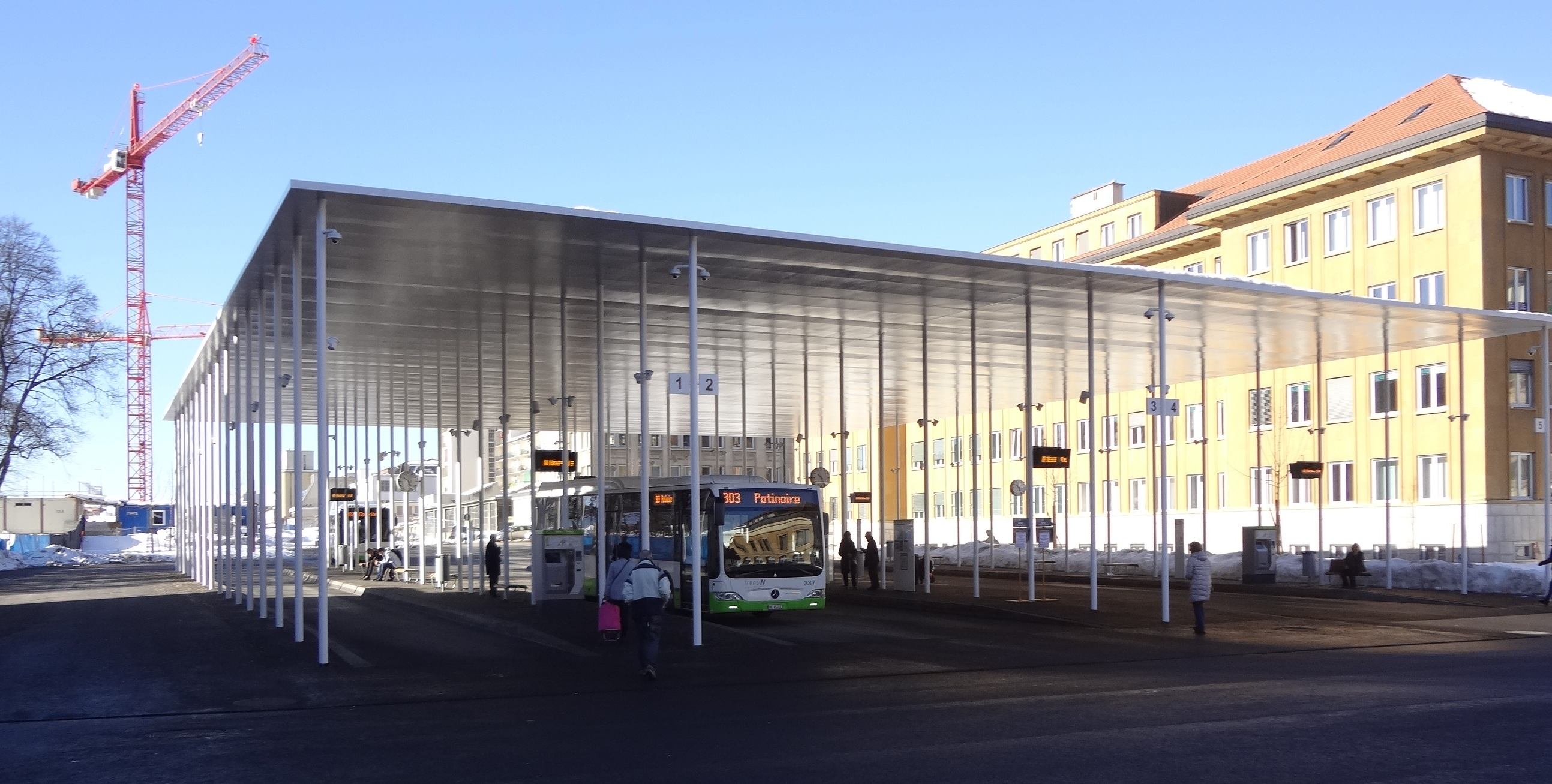
Het busstation in 2015.
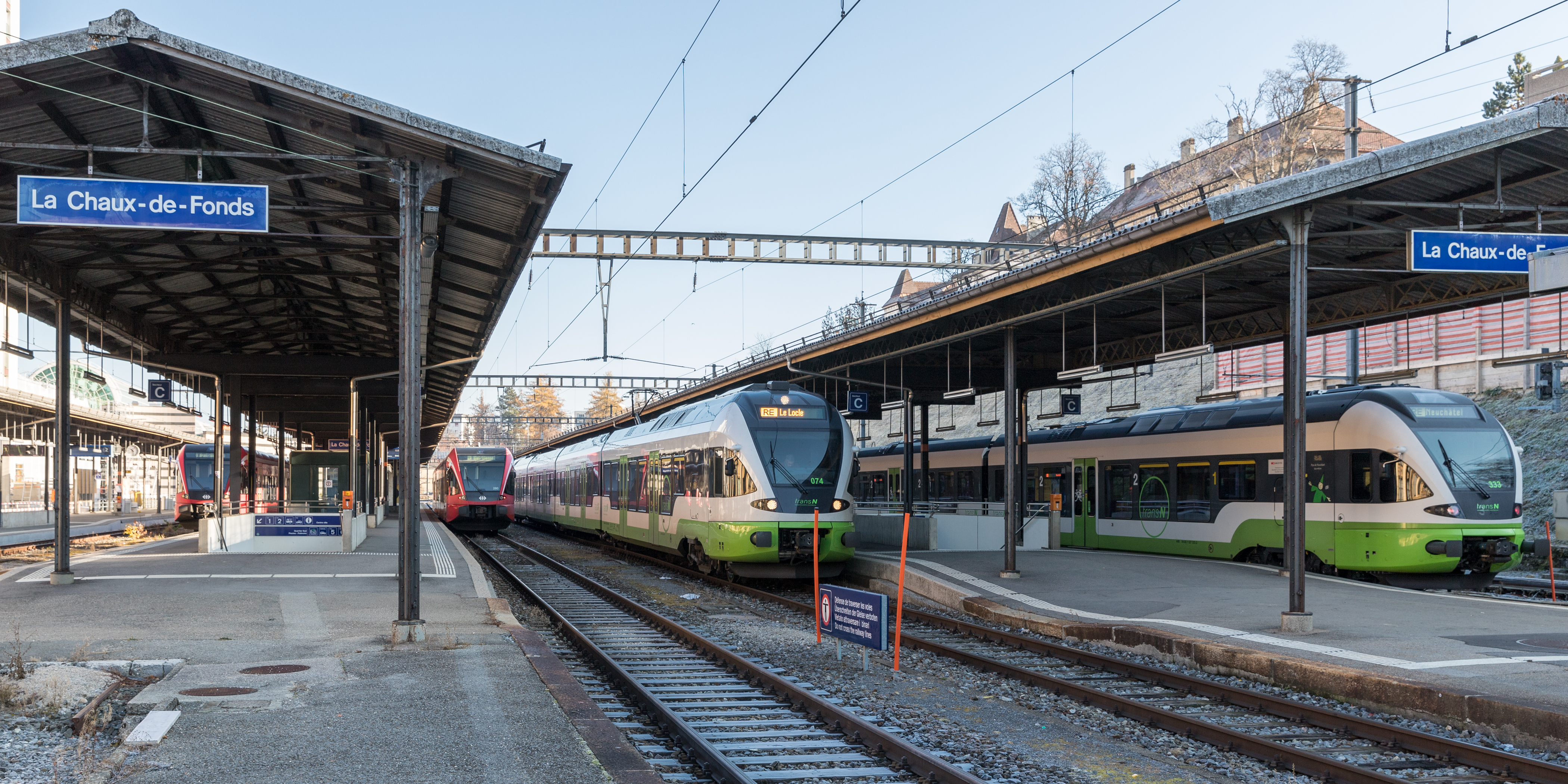
De perrons in 2018.
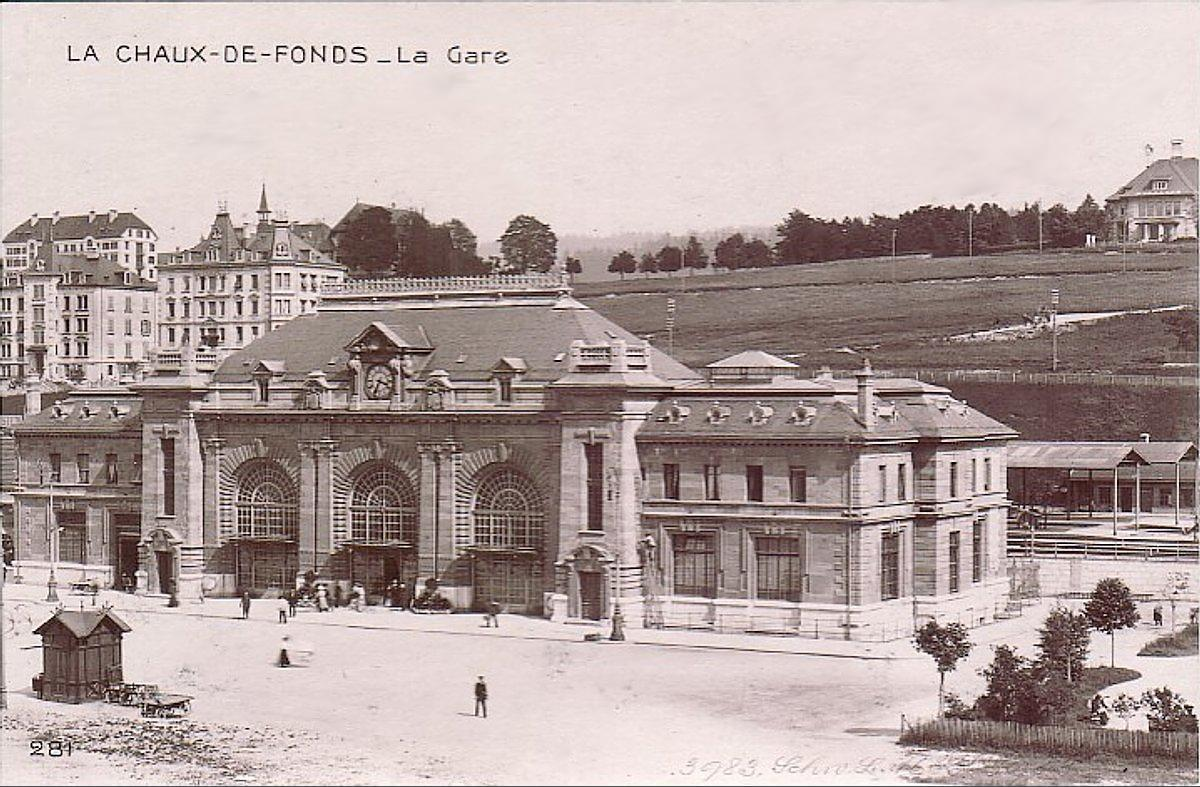
Het station aan het begin van de 20e eeuw.
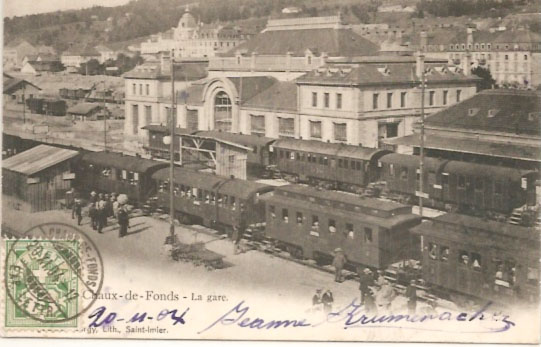
Het station in 1904.